# Departamento de Presidencia de la Plaza
Departamento de Presidencia de la Plaza är en kommun i Argentina.   Den ligger i provinsen Chaco, i den nordöstra delen av landet, 900 km norr om huvudstaden Buenos Aires. Antalet invånare är 12 231.